# Фин Улфхард
Фин Улфхард е канадски актьор, музикант (певец, китарист), режисьор, модел.
Получава признание за изпълнението на ролята на Майк Уилър в сериала „Странни неща“ на Netflix. Неговите филмови роли включват Ричи Тозиър във филмовата адаптация на „То“ на Стивън Кинг от 2017 г. и продължението ѝ „То: Част втора“, Борис Павликовский в драматичния филм „Щиглецът“, гласа на Пъгсли Адамс в „Семейство Адамс“ и Тревор в свръхестествения филм „Ловци на духове: Наследство“. Храви своя режисьорски дебют с късометражния си комедиен филм „Нощни смени“ през 2020 г.
Той е водещ вокалист и китарист на рок бандата Calpurnia и е понастоящем член на The Aubreys.

## Ранен живот
Улфхард е роден във Ванкувър, Британска Колумбия, Канада в семейството на френски, немски и еврейски потомци. Той е посещавал католическо училище. Неговият баща Ерик Улфхард е изследовател на искове за земя на аборигени. Той има по-голям брат Ник Улфхард, актьор.

## Кариера

### Актьорство
Улфхард получава своята първа актьорска работа от Крейгслист. Прави своя актьорски и телевизионен дебют като Зоран в „Стоте“, а след това играе ролята на Джорди Пински в „Свръхестествено“.
През 2016 г. Улфхард влиза в образа на Майк Уилър в Netflix сериала „Странни неща“. Прави прослушването за ролята чрез видео, след като вижда отворен кастинг. Улфхард, заедно с останалите си партньори, печели Наградата на Гилдията на филмовите актьори (SAG),заради изпъкващото им изпълнение в драматичните сериали. Той и партньорите му Ноа Шнап, Гатен Мататацо и Кейлъб Маклафин се състезават помежду си в епизод на Lip Sync Battle от 2017 г.
Също така е участвал в анимирания сериал на Netflix Кармен Сандиего като „Player“, главния съучастник на главния герой. Премиерата на сериала се състои на 18 януари 2019 г.
Улфхард прави своя игрален дебютен филм, изигравайки Ричи Тозиър във филмовата адаптация „То“ на Стивън Кинг, която е пусната на 8 септември 2017 г. Кастингът на Улфхард за „То“ и на „Странни неща“ се развива през 80-те по случайност. Според Улфхард първоначално той е избран за ролята на Ричи, когато Кари Фукунага е назначен за режисьор и съсценарист, но когато Фукунага напуска проекта поради творчески различия, ролята пропада, което му позволява да преследва „Странни неща“. След като Анди Мускиети се привързва към „То“, Улфхард е подложен на повторно прослушвание за ролята на Ричи.
На 20 октомври 2017 г. Улфхард прекратява взаимоотношенията си със своята бивша агенция APA и уволнява агента Тайлър Грашам вследствие на твърдения, че Грашам сексуално насилвал млади и амбициозни мъже актьори. Улфхард не е бил насилван. На 9 януари 2018 г. се записва в агенцията за таланти CAA.
През 2018 г. Улфхард изиграва Тайлър, безкористен и вежлив доставчик на пица, режисиран от Кен Марино ансамбъл комедиен филм „Кучешки дни“.
През 2019 г. Улфхард повтаря ролята си като младия Ричи в ретроспекции в продължението „То: Част втора“. Участва в „Щиглецът“, режисирана от Джон Кроули адаптация на романа на Дона Тарт, изигравайки младия Борис Павликовский, който е украински ученик и пакостник. Улфхард не е първия избор на режисьора. За кастинга искал истински руски актьор, но почти перфектният руски акцент на Улфхард му осигурява ролята. Същата година озвучава Пъгсли Адамс в анимирания ремейк на Семейство Адамс, чиято премиера е на 11 октомври.
На 27 май 2019 г. прави своя дебют като модел в кампанията на Сен Лорен есен/зима '19. 
През януари 2020 г. Улфхард влиза в образа на Майлс в обладаната от духове къща на Амблин във филма The Turning, филмова адаптация на романа на Хенри Джеймс The Turn of the Screw. Тогава е правил своя филмов фестивал Сънданс дебют във филма от Маями Omniboat: A Fast Boat Fantasia, в който участва и Робърт Редфорд, ръководен от филмовата група Borscht Corp. Улфхард по това време прави своя SXSW филмов фестивален дебют през март с Джеръми Шалин-Риу, Правилата на върколаците, базиран на адаптирания сценарий на драматурга и писателя Кърк Лин от неговия дебютен роман, който трябва да се превърне в пълнометражен филм, като това ще се случи в края на 2020 г. или в началото на 2021 г. Озвучава 2 продукции на Adult Swim: Усмихнати приятели от Зак Хадел и Майкъл Кюсак, чиято премиера се състои на 1 април 2020 и анимариния сериал JJ Villard's Fairy Tales като Бойпунцел, момчешката версия на Рапунцел. Улфхард се присъединява към режисираната от Джейсън Райтман Куиби телевизионна адаптация на сериала Home Movie: The Princess Bride, за да събере пари за Световна централна кухня, която е реализирана през юли 2020. След това сценарият на The Princess Bride бива прочетен на живо за благотворително събитие на Демократическата партия на Уисконсин през септември 2020 г.
През 2020 Улфхард участва в Audible (аудиокниги и подкасти) и чете Когато приключиш със спасяването на света, написано от Джеси Айзенберг. Историята се разказва от светогледа на три членове на семейството, на различни етапи от живота си. Улфхард влиза в ролята на Зиги Кац, 15 годишно момче, записващо аудио сесии на футуристичен бот терапевт. Освен това аудиокнигата ще бъде адаптирана в комедиен драматичен филм, като Джулиан Мур и Улфхард ще влязат в роля на майка и син, режисирано и написано от Джеси Айзенберг и продуцирано от Мур, Ема Стоун и Дейв Маккари. На 15 юли 2020 е обявено, че Улфхард и брат му Ник Улфхард ще бъдат начело в гласовия съвет на научнофантастичния сериал NEW-GEN, изигравайки двамата братя близнаци. На 19 август 2020 Улфхард се присъединява към мюзикъла на Гийермо дел Торо, Пинокио, в неразкрита роля.
През ноември 2021 Улфхард участва с Кари Куун във филма на Джейсън Райтман Ловци на духове: Наследство, изигравайки сина на самотната майка на Куун. Макена Грейс игра роля като негова сестра. В същия месец Улфхард, Уилям Дефо, Емили Уотсън и Хелена Зенгеле са избрани във филма The Legend Of Ochi, режисиран от Исая Саксон.

### Режисура
На възраст от 17 години Улфхард прави своя режисьорски дебют през август 2020 с комедийния късометражен филм Нощни смени. Следващата година Улфхард пуска Нощни смени в YouTube. През 2017 режисира своето първо музикално видео с Джош Овал за бандата си, Spendtime Palace's "Sonora. В интервю на NME той обявява, че работи над пълнометражен филм.

### Музика
Освен актьорството Улфхард е водещ вокалист и китарист, както и автор на песни за рок групата във Ванкувър Calpurnia до нейния разпад през ноември 2019. Те са подписани с Royal Mountain Records в Съединените щати, Канада, Transgressive Records и нейния отпечатък, paradYse, за Европа и Обединеното кралство.
Няколко седмици по-късно е обявено, че новата банда на Улфхард с Calpurnia drummer Malcolm Craig, The Aubreys ще дебютират саундтрака на филма The Turning. The Aubreys пускат своя сингъл Loved One на 10 март 20202 и техния първи EP дебют Сода и пай през AWAL на 13 март 2020. Следващият им сингъл Smoke Bomb" е пуснат на 17 август 2020. Първият сингъл на The Aubreys и Lunar Vacation „No Offerings" е на 12 януари 2021. Вторият им сингъл от 2021 „Sand in My Bed" е пуснат на 14 февруари.
Aubreys пускат своя сингъл „Karaoke Alone“ на 10 септември 2021 г. от дебютния студиен LP на групата, Karaoke Alone, който е издаден на 5 ноември 2021 г.

## Подкрепа
Улфхард участва в благотворителна кауза за страдащите от аутизъм и други заболявания.
През май 2017 г. Улфхард е домакин на "Странни 80-те", благотворителен концерт за набиране на средства за Sweet Relief, организация, която помага на музиканти, нуждаещи се от медицински грижи. Той също изпълнява три песни с бившата си група Calpurnia на събитието. За работата си със Sweet Relief той получава награда на наградите за застъпничество в телевизионната индустрия през 2017 г.

## В медиите
Улфхард e включен в доклада на Variety за въздействието върху младежта в Холивуд от 2017 г. до 2019 г. През 2018 г. и 2019 г. The Hollywood Reporter го посочва като една от 30-те най-добри звезди под 18 години. Той е включен и в класацията на Forbes 30 под 30 за 2020 г. в областта на Холивуд и развлеченията.

## Филмография

### Филм
| ↑ | Обозначава произведения, които все още не са издадени |

Като актьор
| година | Заглавие                                   | Роля                      | Бележки           |
| ------ | ------------------------------------------ | ------------------------- | ----------------- |
| 2013   | Aftermath                                  | Младият Чарлз             | Късометражен филм |
| 2013   | Възкресението                              |                           | Късометражен филм |
| 2017 г | То                                         | Ричи Тозиър               |                   |
| 2018 г | Кучешки дни                                | Тайлър                    |                   |
| 2018 г | Хауърд Лъвкрафт и Кралството на лудостта   | Хърбърт Уест (глас)       |                   |
| 2019 г | Това е глава втора                         | Младият Ричи Тозиър       |                   |
| 2019 г | Щиглецът                                   | Младият Борис Павликовски |                   |
| 2019 г | Семейство Адамс                            | Пъгсли Адамс (глас)       |                   |
| 2020 г | Обръщането                                 | Майлс Феърчайлд           |                   |
| 2020 г | Omniboat: Фантазия с бърза лодка           |                           |                   |
| 2020 г | Правила за върколаци                       | Бобърт                    | Късометражен филм |
| 2021 г | Как завършва                               | Езра                      | Камея             |
| 2021 г | Ловци на духове: Живот след смъртта        | Тревър                    |                   |
| 2022 г | Когато приключите със спасяването на света | Зиги                      |                   |
| TBA    | Пинокио ↑                                  | Лампуик (глас)            | Заснемане         |
| TBA    | Легендата за Очи ↑                         |                           | Заснемане         |

Като режисьор
| година | Заглавие    | Бележки                             | Реф.                       |
| ------ | ----------- | ----------------------------------- | -------------------------- |
| 2017 г | Сонора      | Музикално видео от Spendtime Palace | Сърежисиране и главна роля |
| 2020 г | Нощни смени | Късометражен филм, също писател     |                            |

### Телевизия
| година        | Заглавие                                    | Роля                                | Бележки                                     |
| ------------- | ------------------------------------------- | ----------------------------------- | ------------------------------------------- |
| 2014 г        | 100-те                                      | Зоран                               | Епизод: "Много щастливи завръщания"         |
| 2015 г        | Свръхестествено                             | Джорди Пински                       | Епизод: "Thin Lizzie"                       |
| 2016–настояще | Странни неща                                | Майк Уилър                          | Основен актьорски състав                    |
| 2017 г        | Млади математически легенди                 | Младият Гаус                        | Анимирани шорти от Flatland на VHX          |
| 2017 г        | Lip Sync Battle                             | себе си                             | Епизод: "The Cast of Stranger Things "      |
| 2019–2021 г   | Кармен Сандиего                             | Играч (глас)                        | Основен актьорски състав                    |
| 2019–2021 г   | Кармен Сандиего: Да крадеш или да не крадеш | Играч (глас)                        | Специална интерактивна телевизия            |
| 2020 г        | Усмихнати приятели                          | Man Living in Wall / Bliblie (глас) | Пилот: " Големият ден на Дезмънд "          |
| 2020 г        | Приказките на Джей Джей Вилар               | Boypunzel / Manpunzel (глас)        | Епизод: "Boypunzel"                         |
| 2020 г        | Домашен филм: Булката принцеса              | Иниго Монтоя                        | Епизод: "Четвърта глава: Битката на разума" |
| 2021 г        | Дънканвил                                   | Джереми/Норман (глас)               | Епизод: "Das Banana Boot"                   |
| TBA           | NEW-GEN                                     | TBA (глас)                          | Основен актьорски състав                    |

### Уеб сериали
| година | Заглавие                  | Роля    | Бележки                                                                |
| ------ | ------------------------- | ------- | ---------------------------------------------------------------------- |
| 2017 г | Гост Grumps               | себе си | 2 епизода                                                              |
| 2017 г | СуперМега                 | себе си | Епизод: "Готвене с Фин Волфхард"                                       |
| 2018 г | Десетминутен енергиен час | себе си | Епизод: „Йети в моите спагети (ft. Finn Wolfhard & Jacksepticeye )"    |
| 2019 г | Сбиване със звездите      | себе си | Епизод: „Brawl with the Stars (feat. Фин Волфхард и Калеб Маклафлин )" |
| 2020 г | HeadGum                   | себе си | Епизод: „Почивни дни: Игри (с Фин Волфхард! )"                         |

### Музикални видеоклипове
| година | Художник             | Заглавие                           | Бележки                                                |
| ------ | -------------------- | ---------------------------------- | ------------------------------------------------------ |
| 2012 г | Факти                | "Ретро океани"                     |                                                        |
| 2013   | Хей Океан!           | "Промяна"                          |                                                        |
| 2014 г | КУЧЕНЕ               | "Гулит трип"                       | като младия Стефан Бабкок                              |
| 2016 г | КУЧЕНЕ               | "Sleep In the Heat"                | като младия Стефан Бабкок                              |
| 2017 г | Дворец на прекарване | "Сонора"                           | Сърежисиране и главна роля                             |
| 2018 г | Ninja Sex Party      | „ Дани, не знаеш ли? “             | като Young Danny Sexbang                               |
| 2019 г | Weezer               | " Вземи ме "                       | като Young Rivers Cuomo (с Calpurnia)                  |
| 2019 г | Майк Томпкинс        | „ Семейство Аддамс набързо“        | като себе си (и Пъгсли Адамс)                          |
| 2020 г | Обри                 | „Все по-добре (в противен случай)“ | като Майлс Феърчайлд и самия него (със семейство Обри) |
| 2020 г | Обри                 | "Обичан"                           | като себе си (със семейство Обри)                      |
| 2020 г | Обри                 | "Димна бомба"                      | като себе си (със семейство Обри)                      |

## Подкасти
| година | Заглавие            | Роля                | Бележки                                          |
| ------ | ------------------- | ------------------- | ------------------------------------------------ |
| 2020 г | SModcast            | себе си             | Епизод: "426: The Stranger Thing About Finn"     |
| 2020 г | Review Revue        | себе си             | Батутни паркове (с Фин Улфхард! )                |
| 2020 г | Радио Elara 25_25   | себе си (съдомакин) | 25_25 с Фин Волфхард и Били Брайк еп. 001        |
| 2020 г | Ако бях теб         | себе си             | Telling Time (с Фин Волфхард и Били Брак! )      |
| 2020 г | Липсващо видео      | себе си (съдомакин) | 10 епизода                                       |
| 2020 г | Review Revue        | себе си             | Mall Santas (с Фин Волфхард и Били Брик! )       |
| 2021 г | The Headgum Podcast | себе си             | Bombard Wolfhard (с Фин Wolfhard и Billy Bryk! ) |

## Аудиокниги
| година | Заглавие                                  | Роля     | Автор           | Бележки         | реф   |
| ------ | ----------------------------------------- | -------- | --------------- | --------------- | ----- |
| 2020 г | Когато приключиш със спасяването на света | Зиги Кац | Джеси Айзенберг | Звуков оригинал | [ 1 ] |

## Дискография

### Албуми
| Заглавие    | Подробности                                                     |
| ----------- | --------------------------------------------------------------- |
| Караоке сам | Издаване: 5 ноември 2021 г Формат: Цифрово изтегляне, стрийминг |

### Разширени пиеси
| Заглавие   | Подробности                                                   |
| ---------- | ------------------------------------------------------------- |
| Сода и пай | Издаване: 13 март 2020 г Формат: Цифрово изтегляне, стрийминг |

### Сингли
- „Getting better (Otherwise)“ (2020)
- "Loved One" (2020)
- "Smoke Bomb" (2020)
- „No Offerings“ (2021)
- "Sand in My Bed" (2021)
- "Karaoke Alone" (2021)

## Отличия
| година | награда                               | Категория | Номинирана работа | Резултат  |
| ------ | ------------------------------------- | --- | ----------------- | --------- |
| 2017 г | Награди за млад артист                | Най-добро изпълнение в цифров телевизионен сериал или филм – Тийнейджърски актьор                                                 | Странни неща      | Номиниран |
| 2017 г | Teen Choice Awards                    | Изборът на пробивна телевизионна звезда                                                                                           | Странни неща      | Номиниран |
| 2017 г | Награди на Гилдията на актьорите      | Изключително представяне на ансамбъл в драматичен сериал                                                                          | Странни неща      | Спечелен  |
| 2018 г | Награди на Гилдията на актьорите      | Изключително представяне на ансамбъл в драматичен сериал                                                                          | Странни неща      | Номиниран |
| 2018 г | Филмови и телевизионни награди на MTV | Най-добра целувка (с Мили Боби Браун)                                                                                             | Странни неща      | Номиниран |
| 2018 г | Филмови и телевизионни награди на MTV | Най-добър екранен екип (със София Лилис, Джейдън Либерхер, Джак Дилън Грейзър, Уайът Олеф, Джереми Рей Тейлър и Чоузен Джейкъбс ) | То                | Спечелен  |
| 2018 г | Филмови и телевизионни награди на MTV | Най-добър екранен екип (с Gaten Matarazzo, Caleb McLaughlin, Noah Schnapp и Sadie Sink )                                          | Странни неща      | Номиниран |
| 2018 г | Teen Choice Awards                    | Избор на научна фантастика/фентъзи телевизионен актьор                                                                            | Странни неща      | Номиниран |
| 2019 г | Teen Choice Awards                    | Избор на летен телевизионен актьор                                                                                                | Странни неща      | Номиниран |
| 2019 г | Награда „Изборът на публиката“        | Телевизионна звезда на 2019 г. при мъжете                                                                                         | Странни неща      | Номиниран |
| 2020 г | Награди на Гилдията на актьорите      | Изключително представяне на ансамбъл в драматичен сериал                                                                          | Странни неща      | Номиниран |
| 2021 г | Награди Nickelodeon Kids' Choice      | Любима мъжка телевизионна звезда                                                                                                  | Странни неща      | Номиниран |